# Marta Hidy
Marta Iren Hidy (* 11. Januar 1927 in Budapest; † 4. November 2010 in Hamilton/Ontario) war eine kanadische Geigerin, Dirigentin und Musikpädagogin ungarischer Herkunft.

## Leben
Hidy begann im Alter von drei Jahren unter Anleitung ihrer Mutter Geige zu spielen und trat sechsjährig zum ersten Mal auf. Sie studierte von 1935 bis 1943 an der Franz-Liszt-Musikakademie in Budapest Geige bei Ferenc Gábriel und Ede Zathureczky, Kammermusik bei Leó Weiner und Volksmusik bei Zoltán Kodály und gewann als beste Geigerin der Akademie 1943 den Reményi-Wettbewerb. Von 1946 bis 1951 war sie Mitglied des ungarischen Rundfunksinfonieorchesters.  Mit einem Streichquartett gewann sie 1950 den Internationalen Kammermusikwettbewerb in Prag, und 1952 war sie Gewinnerin des Wieniawski-Violinwettbewerbs in Polen. Als Solistin trat sie in Ungarn, der Tschechoslowakei, Polen und Rumänien auf.
1956 flüchtete Hidy mit ihrem Mann und ihren zwei kleinen Kindern nach Österreich. Im Folgejahr ging sie nach Kanada; die kanadische Staatsbürgerschaft erhielt sie 1963. In Winnipeg gründete sie das Hidy String Quartet und 1961 mit Klara Benjamin Belkin und Chester Duncan das Hidy Trio, das bis 1968 bestand. Außerdem war sie Konzertmeisterin des CBC Winnipeg Orchestra und stellvertretende Konzertmeisterin des Winnipeg Symphony Orchestra.
Von 1964 bis 1974 war sie Konzertmeisterin und von 1969 bis 1974 Assistenzdirigentin des Hamilton Symphony Orchestra. An der McMaster University unterrichtete sie von 1965 bis 1991 Violine und Kammermusik. 1973 gründete sie mit Arthur Ozolins und Tsuyoshi Tsutsumi das Hidy-Ozolins-Tsutsumi Trio, 1974 mit elf Streichern des Hamilton Symphony Orchestra und einem Cembalisten das  Ensemble Sir Ernest MacMillan, das bis 1991 aktiv war, und 1978 mit Zdenek Konicek und Valerie Tyron das Trio Canada. Von 1977 bis 1979 dirigierte sie die Chamber Players of Toronto, außerdem war sie 1978–1979 Mitglied des McMaster String Quartet.
Als Solistin trat Hidy mit den Pianisten Ada Bronstein und Chester Duncan in Winnipeg, Leo Barkin und Antonín Kubálek in Toronto und Valerie Tryon in Hamilton auf. 1972 debütierte sie mit Geoffrey Parsons in der Londoner Wigmore Hall. Weitere Konzertreisen führten sie u. a. nach Neuseeland, Japan, China und Hongkong, Unter anderem spielte sie die Uraufführungen von Sophie-Carmen Eckhardt-Gramattés Suite for Violin Solo No. 4 (1970) und Hugh Hartwells Waltz Inventions.